# پویاتسی
پویاتسی (به صربی: Poljaci) یک منطقهٔ مسکونی در صربستان است که در کروشواتس واقع شده‌است. پویاتسی ۳۹۳ نفر جمعیت دارد.